# 哈伊鲁丁·克尔瓦瓦茨
哈伊鲁丁·克尔瓦瓦茨（波斯尼亚语：Hajrudin "Šiba" Krvavac（拉丁字母）；Хајрудин „Шиба” Крвавац（西里尔字母）， 1926年12月22日—1992年7月11日）波斯尼亚电影导演， 最著名的是在1960年代和70年代执导游击队电影。在他的早期纪录片中，克尔瓦瓦茨展现出精准的叙事天赋，这后来成为他的特色。从他的导演处女作开始，即1964年的电影合集《漩涡》中的《父亲》（Otac），他所有的特色电影都是以二战为背景的动作片。他们的叙事在很大程度上受到了漫画书和美国动作片的影响，特别是西部片，以想象力丰富的动作和情感、个人戏剧和史诗悲剧、理想化的英雄主义和心理考验相结合，有时还带有幽默感。由于他电影的风格，克瑞瓦茨有时被比作霍華·霍克斯。他的知名作品有《瓦尔特保卫萨拉热窝》和《桥》。